# L'uomo di 101 anni che non pagò il conto e scomparve
L'uomo di 101 anni che non pagò il conto e scomparve (Hundraettåringen som smet från notan och försvann) è un film del 2016 diretto da Felix Herngren e Måns Herngren, sequel del film del 2013 Il centenario che saltò dalla finestra e scomparve.

## Trama
Allan Karlsson e i suoi compari, esaurito il denaro accumulato nel primo film, fuggono da un lussuoso resort e si dirigono in Russia e in Germania alla ricerca della formula segreta della "Folksoda", una rivoluzionaria bevanda gassata creata anni prima in Unione Sovietica. 
Alcuni personaggi desiderosi di rivalsa, tuttavia, li inseguono; in un susseguirsi di equivoci viene coinvolta anche la CIA, che si interessa al caso con la convinzione che la "Folksoda" sia un pericolo per la sicurezza nazionale americana. 
Il film è intervallato da flashback, che ricostruiscono il passato di Allan come spia doppiogiochista e la genesi della controversa bevanda, al centro di un duro e surreale braccio di ferro tra Brežnev e Nixon all'epoca della Guerra Fredda.

## Distribuzione
Il film è stato distribuito nelle sale italiane il 25 aprile 2017.

## Accoglienza
Su IMDb il film ha ricevuto una votazione di 6.3 su 10.